# Jonathan Ligali
Jonathan Ligali (* 28. Mai 1991 in Montpellier) ist ein ehemaliger französischer Fußballtorwart.

## Karriere
Ligali spielte zuerst in Jacou Fußball, ehe er zum HSC Montpellier wechselte. Dort wurde er von 2008 an in der zweiten Mannschaft eingesetzt. Ein Jahr darauf debütierte er zuerst in der französischen U-18 und wenig später in der U-19-Auswahl. Später spielte er auch für die U-20 und nahm an der U-20-Fußball-Weltmeisterschaft 2011 teil und kam bis ins Halbfinale. Im selben Jahr unterschrieb er bei Montpellier seinen ersten Profivertrag. Dennoch wurde er weiterhin in der zweiten Mannschaft eingesetzt, mit der er von der vierten in die fünfte Liga aufstieg. So konnte er 2012 mit der französischen Meisterschaft seinen ersten Titel feiern, ohne daran beteiligt gewesen zu sein. Am 1. Dezember 2012 kam Ligali beim 0:1 gegen Olympique Lyon zu seinem ersten Spiel für die erste Mannschaft und damit seinem Erstligadebüt. Er ersetzte dabei die verletzten Torhüter Geoffrey Jourdren und Laurent Pionnier. Anschließend erfolgten keine weiteren Berücksichtigungen im Kreis der ersten Mannschaft. Drei Tage später kam er beim 1:1 gegen den FC Schalke 04 zu seinem Debüt in der UEFA Champions League.
Unmittelbar nach dem Terror-Anschlag auf Charlie Hebdo fand am 9. Januar 2015 die Ligue 1-Begegnung Montpellier gegen Olympique Marseille statt. Die Mannschaften trugen beim Aufwärmen als Zeichen des Respekts schwarze bzw. weiße Trikots mit der Aufschrift „Je suis Charlie“. Nur Jonathan Ligali und Abdelhamid El Kaoutari schlossen sich der Sympathieerklärung nicht an.
Ende August 2017 wurde er für die Saison 2017/18 an den USL Dunkerque, der in der Championnat de France National (dritthöchste französische Liga) spielt, ausgeliehen. Er stand dort bei allen 29 möglichen Spielen im Tor.
Mit Ende der Saison 2018/19 endete sein Vertrag bei Montepellier. Sein letztes Pflichtspiel für Montepellier bestritt er am 2. Februar 2016. Damit beendete Ligali seine aktive Karriere.